# Saint-pourçaini Durandus
Saint-pourçaini Durandus Vilmos (latinul: Durandus de Sancto Porciano, franciául: Guillaume Durand de St. Pourçain), (Saint-Pourçain-sur-Sioule, 1272 körül – Meaux, 1334. szeptember 10.) középkori francia skolasztikus filozófus és teológus, akit vitatkozó ügyessége miatt Doctor resolutissimusnak neveztek.

## Élete és munkássága
Domonkosrendű szerzetesként működött és 1313 óta tanított Párizsban. Diplomáciai szolgálataiért XXII. János pápa 1317-ben Limoux püspökévé nevezte ki. 1318-tól Le Puy-en-Velay, 1326-tól Meaux püspöke.
Püspöki teendőinek ellátása mellett jelentős irodalmi tevékenységet fejtett ki. Bár eleinte heves tomista (Aquinói Szent Tamás nézeteinek követője) volt, később William Ockhamhoz hasonlóan a tomizmus ellenfelévé vált. (Az nem határozható meg teljes bizonyossággal, hogy vajon Occam hatására változott meg a nézete, mivel Ockham csak 1320-tól tanított Párizsban, Durandus pedig már előbb is.) Így először egy Kommentárt készített Petrus Lombardus Szentenciáihoz. Ebben nem követte a domonkosok körében ekkor már általánosan elfogadott Aquinói Szent Tamás-féle nézeteket, hanem önálló gondolatokat fejtett ki. Úgy vélte, hogy minden olyan kérdésben, amely nem hittétel tárgya, inkább az emberi észre kell támaszkodni – nem pedig valamelyik egyházdoktor nem észszerű véleményére, tekintélyére. Amikor rendje részéről figyelmeztették Kommentárjai miatt, kijavította az első változatot, és újabbat készített. Azonban az első Kommentár is elterjedt, amelynek 91 tételét 1314-ben egy Nédelleci Hervé vezette bizottság nyilvánosan el is ítélte. Durand védekezésül elkészítette Excusationesát, amelyet – Durand 1314 adventjén Avignonban megvitatott Quodlibetáival együtt – Hervé továbbra is bírálatban részesített. 1316-ban a domonkosok montpellier-i általános káptalanja ismételten felhívta hibáinak kijavítására, majd Paludei Péter és Nápolyi János egy 235 cikkes listában összefoglalta Durand eltéréseit Aquinói Szent Tamástól.
Mindezek ellenére a Szentencia-kommentárok harmadik, 1317 és 1327 között elkészített változatában Durand éppen az első változatban képviselt nézetek egy részéhez tért vissza. A támadások folytatódtak, és 1333-ban egy pápai bizottság vizsgálta meg a De visone Dei című, Isten színe látásával és az utolsó ítélettel foglalkozó Durand-művet. Durand egy évvel később, 1334-ben hunyt el. Ekkor keletkezett az a személyiségét jól megvilágító vers, amelyet állítólag a sírjára akarta felvésni:
„Durus Durandus jacet hic sub marmore duro.
An sit salvandus ego nescio, nec qouque curo.”
(„Itt fekszik a kemény Durand a kemény márvány alatt.
Nem tudom, üdvözült-e, s nem is érdekel.”)

## Bővebb irodalom
- Étienne Gilson: A középkori filozófia története. Budapest: Kairosz Kiadó. 2015.  ISBN 9789636627850 , 663–666. o.